# Verteidigungsminister (Finnland)
Der Verteidigungsminister Finnlands (Puolustusministeri) ist Mitglied der finnischen Regierung.
Zwischen 1918 und 1922 wurde der Minister Kriegsminister genannt, seitdem ist die Bezeichnung Verteidigungsminister gebräuchlich.

## Liste der Minister
Folgend eine Liste der Verteidigungsminister der Republik Finnland.
| Name                   | Partei                                    | Amtszeit                               | Kabinett                |
| ---------------------- | ----------------------------------------- | -------------------------------------- | ----------------------- |
| Vilhelm Thesleff       | parteilos                                 | 27. Mai 1918 – 27. November 1918       | Kabinett Paasikivi I    |
| Rudolf Walden          | parteilos                                 | 27. November 1918 – 17. April 1919     | Kabinett Ingman I       |
| Rudolf Walden          | parteilos                                 | 17. April 1919 – 15. August 1919       | Kabinett Kaarlo Castrén |
| Karl Emil Berg         | parteilos                                 | 15. August 1919 – 15. März 1920        | Kabinett Vennola I      |
| Bruno Jalander         | parteilos                                 | 15. März 1920 – 9. April 1921          | Kabinett Erich          |
| Onni Hämäläinen        | parteilos                                 | 9. April 1921 – 3. September 1921      | Kabinett Vennola II     |
| Bruno Jalander         | parteilos                                 | 3. September 1921 – 2. Juni 1922       | Kabinett Vennola II     |
| Bruno Jalander         | parteilos                                 | 14. November 1922 – 22. Juni 1923      | Kabinett Kallio I       |
| Kyösti Kallio          | Landbund                                  | 22. Juni 1923 – 16. August 1923        | Kabinett Kallio I       |
| Vilho Nenonen          | parteilos                                 | 16. August 1923 – 18. Januar 1924      | Kabinett Kallio I       |
| Viktor Henrik Schvindt | parteilos                                 | 18. Januar 1924 – 11. März 1924        | Kabinett Kallio I       |
| Ivar Aminoff           | parteilos                                 | 11. März 1924 – 31. Mai 1924           | Kabinett Kallio I       |
| Lauri Malmberg         | parteilos                                 | 31. Mai 1924 – 31. März 1925           | Kabinett Ingman II      |
| Aleksander Lampén      | Nationale Sammlungspartei                 | 31. März 1925 – 31. Dezember 1925      | Kabinett Paasikivi I    |
| Leonard Hjelmman       | Nationale Sammlungspartei                 | 31. Dezember 1925 – 13. Dezember 1926  | Kabinett Kallio II      |
| Kaarlo Heinonen        | Sozialdemokratische Partei Finnlands      | 13. Dezember 1926 – 17. Dezember 1927  | Kabinett Tanner         |
| Jalo Lahdensuo         | Landbund                                  | 17. Dezember 1927 – 22. Dezember 1928  | Kabinett Sunila I       |
| Aimo Kaarlo Cajander   | Nationale Fortschrittspartei              | 22. Dezember 1928 – 16. August 1929    | Kabinett Mantere        |
| Juho Niukkanen         | Landbund                                  | 16. August 1929 – 4. Juli 1930         | Kabinett Kallio III     |
| Albin Manner           | Landbund                                  | 10. Juli 1930 – 21. März 1931          | Kabinett Svinhufvud II  |
| Jalo Lahdensuo         | Landbund                                  | 21. März 1931 – 14. Dezember 1932      | Kabinett Sunila II      |
| Arvi Oskala            | parteilos                                 | 14. Dezember 1932 – 7. Oktober 1936    | Kabinett Kivimäki       |
| Arvi Oksala            | parteilos                                 | 7. Oktober 1936 – 12. März 1937        | Kabinett Kallio IV      |
| Juho Niukkanen         | Landbund                                  | 12. März 1937 – 1. Dezember 1939       | Kabinett Cajander III   |
| Juho Niukkanen         | Landbund                                  | 1. Dezember 1939 – 27. März 1940       | Kabinett Ryti I         |
| Rudolf Walden          | parteilos                                 | 27. März 1940 – 4. Januar 1941         | Kabinett Ryti II        |
| Rudolf Walden          | parteilos                                 | 4. Januar 1941 – 5. März 1943          | Kabinett Rangell        |
| Rudolf Walden          | parteilos                                 | 5. März 1943 – 8. August 1944          | Kabinett Linkomies      |
| Rudolf Walden          | parteilos                                 | 8. August 1944 – 21. September 1944    | Kabinett Hackzell       |
| Rudolf Walden          | parteilos                                 | 21. September 1944 – 17. November 1944 | Kabinett Urho Castrén   |
| Rudolf Walden          | parteilos                                 | 17. November 1944 – 1. Dezember 1945   | Kabinett Paasikivi II   |
| Väinö Valve            | parteilos                                 | 1. Dezember 1945 – 17. April 1945      | Kabinett Paasikivi II   |
| Mauno Pekkala          | Demokratische Union des Finnischen Volkes | 17. April 1945 – 26. März 1946         | Kabinett Paasikivi III  |
| Mauno Pekkala          | Demokratische Union des Finnischen Volkes | 26. März 1946 – 27. März 1946          | Kabinett Pekkala        |
| Yrjö Kallinen          | Sozialdemokratische Partei Finnlands      | 27. März 1946 – 29. Juli 1948          | Kabinett Pekkala        |
| Emil Skog              | Sozialdemokratische Partei Finnlands      | 29. Juli 1948 – 17. März 1950          | Kabinett Fagerholm I    |
| Kustaa Tiitu           | Landbund                                  | 17. März 1950 – 17. Januar 1951        | Kabinett Kekkonen I     |
| Emil Skog              | Sozialdemokratische Partei Finnlands      | 17. Januar 1951 – 20. September 1951   | Kabinett Kekkonen II    |
| Emil Skog              | Sozialdemokratische Partei Finnlands      | 20. September 1951 – 9. Juli 1953      | Kabinett Kekkonen III   |
| Kauno Kleemola         | Landbund                                  | 9. Juli 1953 – 17. November 1953       | Kabinett Kekkonen IV    |
| Päiviö Hetemäki        | Nationale Sammlungspartei                 | 17. November 1953 – 5. Mai 1954        | Kabinett Tuomioja       |
| Emil Skog              | Sozialdemokratische Partei Finnlands      | 5. Mai 1954 – 20. Oktober 1954         | Kabinett Törngren       |
| Kauno Kleemola         | Landbund                                  | 3. März 1956 – 27. Mai 1957            | Kabinett Fagerholm I    |
| Atte Pakkanen          | Landbund                                  | 27. Mai 1957 – 2. September 1957       | Kabinett Sukselainen I  |
| Pekka Malinen          | Volkspartei Finnlands                     | 2. September 1957 – 29. November 1957  | Kabinett Sukselainen I  |
| Kalle Lehmus           | parteilos                                 | 29. November 1957 – 26. April 1958     | Kabinett von Fieandt    |
| Edvard Björkenheim     | parteilos                                 | 26. April 1958 – 29. August 1958       | Kabinett Kuuskoski      |
| Toivo Wiherheimo       | Nationale Sammlungspartei                 | 29. August 1958 – 13. Januar 1959      | Kabinett Fagerholm II   |
| Leo Häppölä            | Landbund                                  | 13. Januar 1959 – 14. Juli 1961        | Kabinett Sukselainen II |
| Edvard Björkenheim     | Landbund                                  | 14. Juli 1961 – 13. April 1962         | Kabinett Miettunen I    |
| Arvo Pentti            | Landbund                                  | 13. April 1962 – 18. Dezember 1963     | Kabinett Karjalainen I  |
| Kaarlo Leinonen        | parteilos                                 | 18. Dezember 1963 – 12. September 1964 | Kabinett Lehto          |
| Arvo Pentti            | Landbund                                  | 12. September 1964 – 27. Mai 1966      | Kabinett Virolainen     |
| Sulo Suorttanen        | Finnische Zentrumspartei                  | 27. Mai 1966 – 22. März 1968           | Kabinett Paasio I       |
| Sulo Suorttanen        | Finnische Zentrumspartei                  | 22. März 1968 – 14. Mai 1970           | Kabinett Koivisto I     |
| Arvo Pentti            | parteilos                                 | 14. Mai 1970 – 15. Juli 1970           | Kabinett Aura I         |
| Kristian Gestrin       | Schwedische Volkspartei                   | 15. Juli 1970 – 29. Oktober 1971       | Kabinett Karjalainen II |
| Arvo Pentti            | parteilos                                 | 29. Oktober 1971 – 23. Februar 1972    | Kabinett Aura II        |
| Sulo Hostila           | Sozialdemokratische Partei Finnlands      | 23. Februar 1972 – 4. September 1972   | Kabinett Paasio II      |
| Kristian Gestrin       | Schwedische Volkspartei                   | 4. September 1972 – 30. September 1974 | Kabinett Sorsa I        |
| Carl-Olaf Homén        | parteilos                                 | 1. Oktober 1974 – 13. Juni 1975        | Kabinett Sorsa I        |
| Erkki Huurtamo         | parteilos                                 | 13. Juni 1975 – 30. November 1975      | Kabinett Liinamaa       |
| Ingvar S. Melin        | Schwedische Volkspartei                   | 30. November 1975 – 29. September 1976 | Kabinett Miettunen II   |
| Seppo Westerlund       | Liberale Volkspartei                      | 29. September 1976 – 15. Mai 1977      | Kabinett Miettunen III  |
| Taisto Tähkämaa        | Finnische Zentrumspartei                  | 15. Mai 1977 – 26. Mai 1979            | Kabinett Sorsa II       |
| Lasse Äikäs            | Finnische Zentrumspartei                  | 26. Mai 1979 – 19. Februar 1982        | Kabinett Koivisto II    |
| Juhani Saukkonen       | Finnische Zentrumspartei                  | 19. Februar 1982 – 6. Mai 1983         | Kabinett Sorsa III      |
| Veikko Pihlajamäki     | Finnische Zentrumspartei                  | 6. Mai 1983 – 30. April 1987           | Kabinett Sorsa IV       |
| Ole Norrback           | Schwedische Volkspartei                   | 30. April 1987 – 13. Juni 1990         | Kabinett Holkeri        |
| Elisabeth Rehn         | Schwedische Volkspartei                   | 13. Juni 1990 – 26. April 1991         | Kabinett Holkeri        |
| Elisabeth Rehn         | Schwedische Volkspartei                   | 26. April 1991 – 1. Januar 1995        | Kabinett Aho            |
| Jan-Erik Enestam       | Schwedische Volkspartei                   | 2. Januar 1995 – 13. April 1995        | Kabinett Aho            |
| Anneli Taina           | Nationale Sammlungspartei                 | 13. April 1995 – 15. April 1999        | Kabinett Lipponen I     |
| Jan-Erik Enestam       | Schwedische Volkspartei                   | 15. April 1999 – 17. April 2003        | Kabinett Lipponen II    |
| Matti Vanhanen         | Finnische Zentrumspartei                  | 17. April 2003 – 24. Juni 2003         | Kabinett Jäätteenmäki   |
| Seppo Kääriäinen       | Finnische Zentrumspartei                  | 24. Juni 2003 – 19. April 2007         | Kabinett Vanhanen I     |
| Jyri Häkämies          | Nationale Sammlungspartei                 | 19. April 2007 – 22. Juni 2010         | Kabinett Vanhanen II    |
| Jyri Häkämies          | Nationale Sammlungspartei                 | 22. Juni 2010 – 22. Juni 2011          | Kabinett Kiviniemi      |
| Stefan Wallin          | Schwedische Volkspartei                   | 22. Juni 2011 – 5. Juli 2012           | Kabinett Katainen       |
| Carl Haglund           | Schwedische Volkspartei                   | 5. Juli 2012 – 24. Juni 2014           | Kabinett Katainen       |
| Carl Haglund           | Schwedische Volkspartei                   | 24. Juni 2014 – 29. Mai 2015           | Kabinett Stubb          |
| Jussi Niinistö         | Wahre Finnen, Blaue Zukunft               | 29. Mai 2015 – 6. Juni 2019            | Kabinett Sipilä         |
| Antti Kaikkonen        | Zentrumspartei                            | 6. Juni 2019 – 10. Dezember 2019       | Kabinett Rinne          |
| Antti Kaikkonen        | Zentrumspartei                            | 10. Dezember 2019 – 5. Januar 2023     | Kabinett Marin          |
| Mikko Savola           | Zentrumspartei                            | 5. Januar 2023 – 28. Februar 2023      | Kabinett Marin          |
| Antti Kaikkonen        | Zentrumspartei                            | 28. Februar 2023 – 20. Juni 2023       | Kabinett Marin          |
| Antti Häkkänen         | Nationale Sammlungspartei                 | 20. Juni 2023 – amtierend              | Kabinett Orpo           |